# Liparetrus amplus
Liparetrus amplus är en skalbaggsart som beskrevs av Britton 1980. Liparetrus amplus ingår i släktet Liparetrus och familjen Melolonthidae. Inga underarter finns listade i Catalogue of Life.